# Historia del Buen Retiro

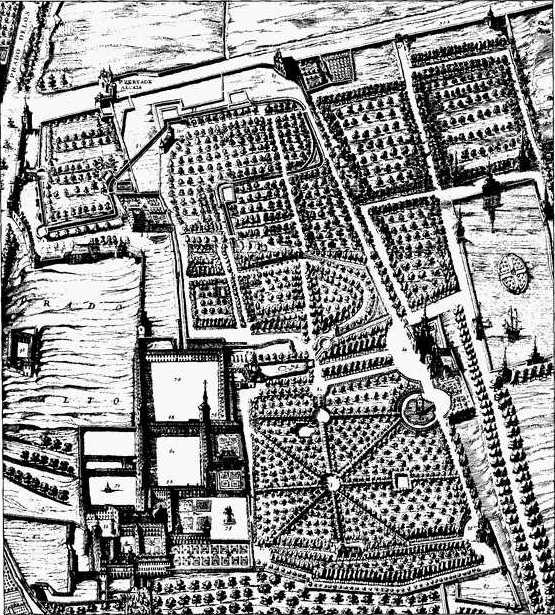
El complejo del Palacio del Buen Retiro y sus jardines. Fragmento del plano de Madrid de Pedro Teixeira (1656).

El Real Sitio del Buen Retiro fue una posesión real situada en la ciudad de Madrid. El complejo, que incluía un palacio, un monasterio de monjes jerónimos, un teatro, y unos grandes jardines, se constituyó como uno de los más frecuentados espacios de recreo de los monarcas españoles y su Corte. El conjunto de parques del "Buen Retiro" se desarrolló a partir de la segunda mitad del siglo XV, y a finales del siglo XIX pasó al Ayuntamiento de Madrid y fue absorbido por el plan urbanístico del ampliación de la villa. Los jardines del Buen Retiro serían el origen de uno de los mayores parques públicos de Madrid.

## Orígenes
El origen del sitio real se debe a la Orden de San Jerónimo, que edificó en la zona de extramuros de la ciudad un monasterio, que con el tiempo se convertiría en lugar de residencia de los reyes de España, sobre todo en épocas de retiro como lutos o cuaresmas. Con el tiempo, ya en el siglo XVII, a propuesta del Conde Duque de Olivares, se construyó un complejo residencial para los reyes, el llamado Palacio del Buen Retiro. El lugar, rodeado de un conjunto de jardines y diversas construcciones, se diseñó como lugar de reposo y divertimiento del rey y de la Corte. 

### Monasterio de los Jerónimos

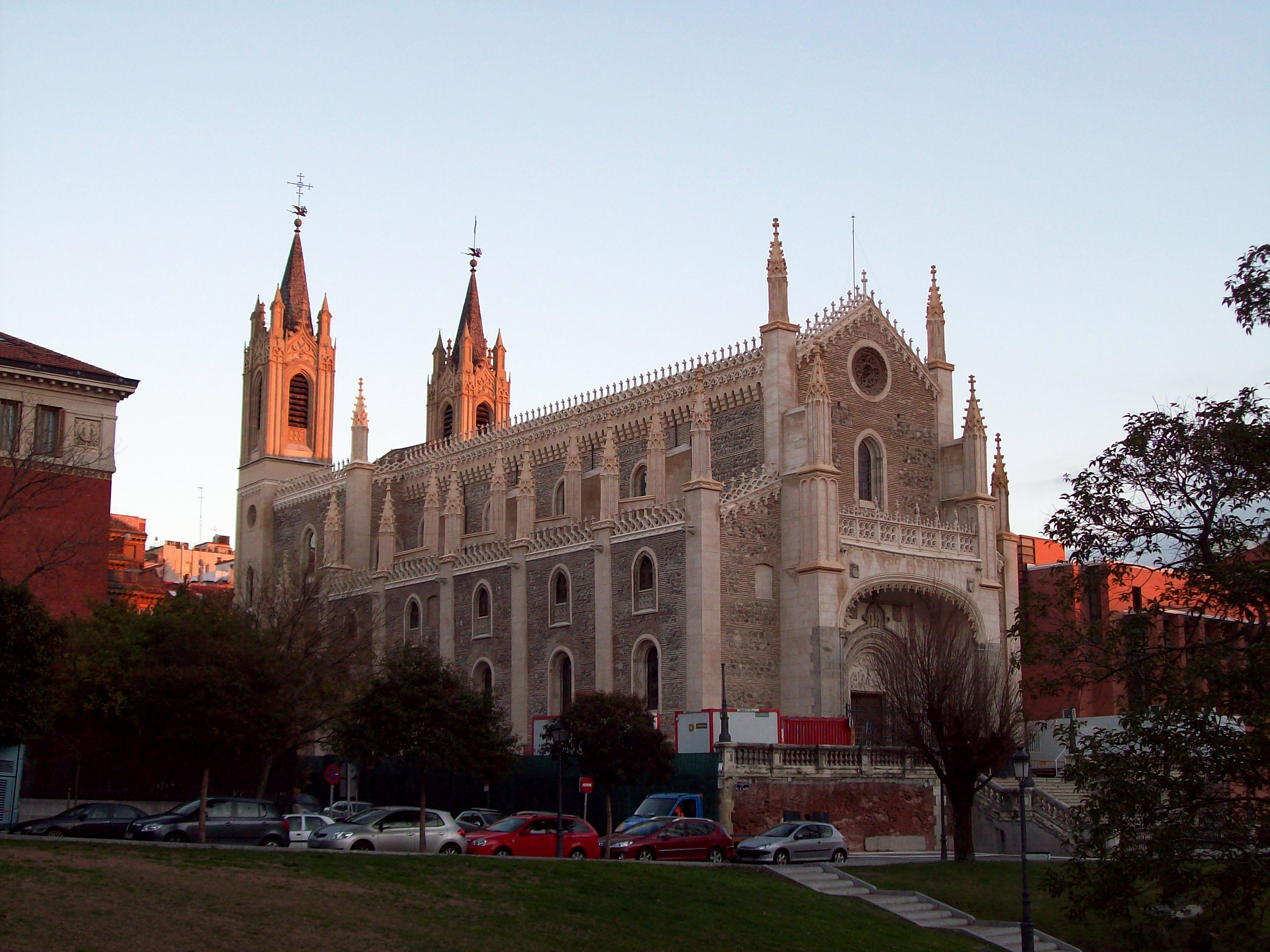
Monasterio de los Jerónimos.

A finales del siglo XV, siendo rey Enrique IV de Trastamara, era habitual que en su peregrinaje por las diversas ciudades del reino, éstas se disputaran los favores de la capitalidad. Ya en 1460 la elección se inclinaba por la Villa de Madrid y esta predilección se hacía notar por las frecuentes visitas que hacía. Estando de caza por los Campos del Pardo le anunciaron la llegada de una embajada bretona; agradado por la visita, decide hacer un torneo. Durante los días que se celebró el torneo destacó en el mismo el valido Beltrán de la Cueva; como agradecimiento, el rey ofreció a la Orden jerónima la fundación de un monasterio, en concreto sobre la zona denominada en la actualidad San Antonio de la Florida. 
En origen, el Monasterio de los Jerónimos se denominó de Santa María del Paso, y fue inaugurado el 6 de mayo de 1465. Durante su reinado, Enrique IV ofreció diversos regalos y privilegios a la orden Jerónima. Tras la muerte del Rey, los monjes se vieron aquejados de fiebres reumáticas y otras enfermedades causadas por lo insalubre del terreno. Esta situación hizo que elevaran una petición a los Reyes Católicos para el traslado.
Los monjes eligieron la zona oriental de la ciudad (muy cercana al emplazamiento del actual Museo del Prado). Este lugar, de condiciones más saludables, se encontraba extramuros, con agradables arroyos, manantiales, huertas y vientos saludables de la sierra. Se emplearon materiales del antiguo monasterio del Paso. Fernando el Católico reunió Cortes en el nuevo Monasterio entre 1510 y 1512 . Se hicieron entonces unos aposentos para que los Reyes descansasen tras asistir a las celebraciones religiosas. En Europa, la construcción de "cuartos reales" dentro de dependencias de los monasterios era habitual; los monjes jerónimos se convirtieron así 'aposentadores reales'. Felipe II encargó a Juan Bautista de Toledo la remodelación del "Cuarto Viexo e San Jerónimo" añadiendo diversas estancias. Felipe II también financió diversas obras de embellecimiento en el monasterio. De esa época, sólo han llegado hasta nosotros unos grabados de Anton van der Wyngaerde (Antonio de las Viñas) en los que se puede ver una perspectiva de Madrid en la que no aparece el monasterio. Las primeras representaciones del monasterio se encuentran en los mapas detallados en 1635 por F. de Witt (aunque fue Antonio Mancelli su autor); en el mapa puede verse el Prado de Recoletos por los Agustinos Recoletos y cómo desde la Puerta del Sol sale una calle directa al monasterio (carrera de San Jerónimo), pasando por la torrecilla de la Música. Este plano da una idea de la situación de las explanadas que serán el futuro Retiro. La frontera de los campos se ve limitada en Atocha por la ermita de San Blas (existía desde 3 de abril de 1588), ubicada a la altura del cerrillo de San Blas. Se aprecian también las dos fuentes del Duque de Lerma en las cercanías. 
En la Corte de Felipe III llega a Madrid Gaspar de Guzmán y Pimentel, nacido en Roma, segundo hijo del sevillano Conde de Olivares. Se casó con Inés de Zúñiga y llegó a ser el hombre más poderoso de España. Durante esta época los grandes de la Corte deseaban los solares cercanos al Monasterio, por tener las fincas de recreo más cercanía con el Rey. Entre los que poseían fincas allí se encontraba el Conde-Duque, que tenía unos aviarios de aves exóticas. Este aviario fue donado finalmente al rey Felipe IV, y denominado por el pueblo de Madrid jocosamente como el «gallinero».

### Palacio del Buen Retiro

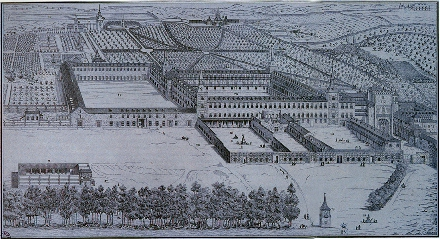
El Palacio del Buen Retiro en 1636–1637; dibujo del.

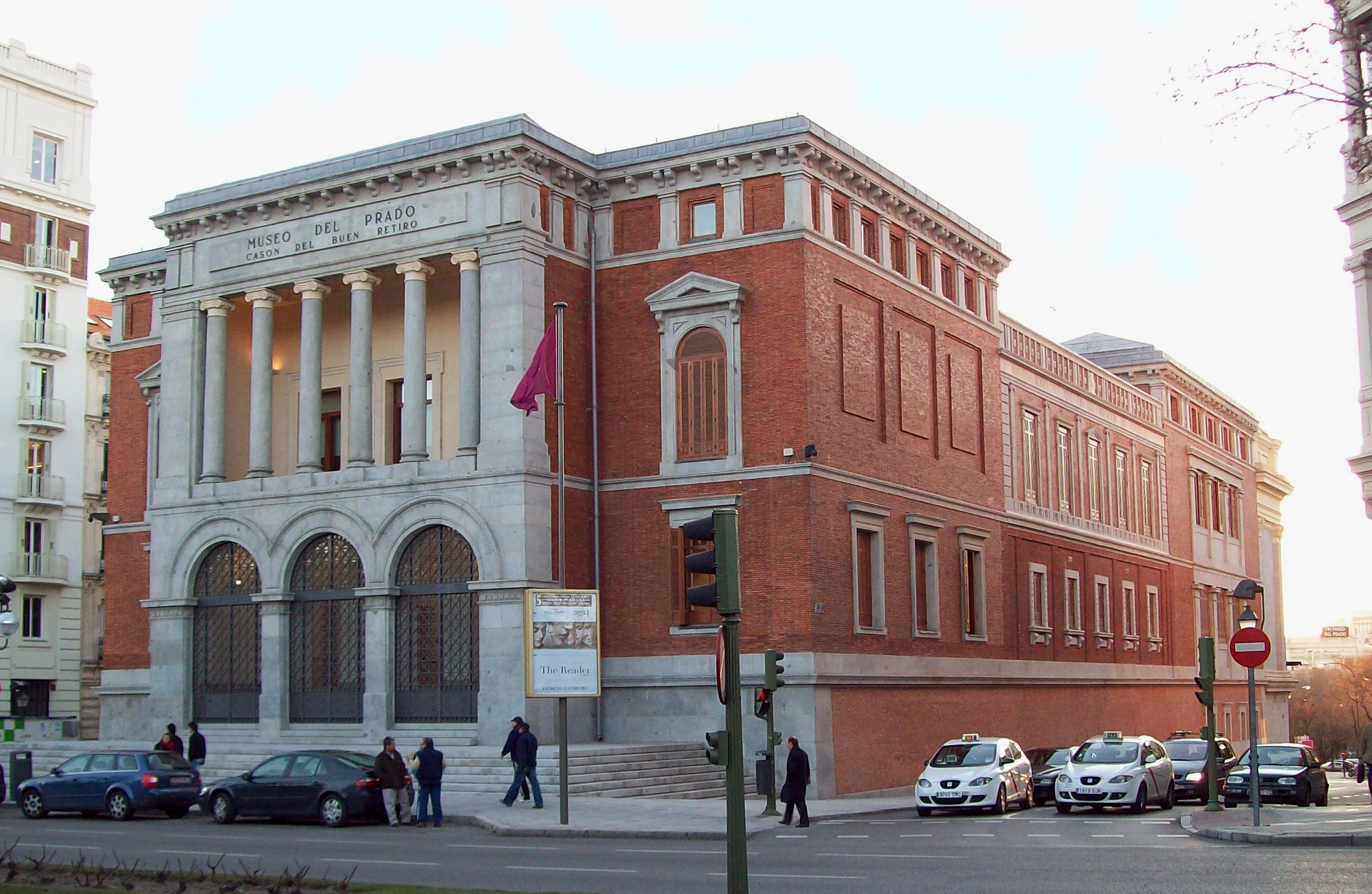
El Casón del Buen Retiro.

Como varios de los miembros más eminentes de la nobleza residían en la zona cercana al Monasterio de los Jerónimos (en la zona del Paseo del Prado), el emplazamiento del nuevo Palacio era justificado. Las nuevas obras en el Monasterio se salen del entorno arquitectónico del «Cuarto Viexo o Real», promovidas por la ambición del Conde-Duque de Olivares. En el año 1630 Juan Bautista Crescenzi supervisa el proyecto de ampliación de dicho cuarto. Las obras ejecutadas al final son de pequeña envergadura. Ese mismo año, el Conde-Duque es nombrado alcaide del Cuarto Real. Crescenzi, a pesar de ser un valido del Conde-Duque, recibe varias presiones para su pronta finalización; pero su muerte en 1635 hace que sea sustituido por Alonso Carbonell como maestro de obras. Las mismas partieron sin un plan arquitectónico previo. Una de las causas alegadas para ello por ciertos autores es que el Palacio fue concebido no como residencia habitual, sino como estancia temporal. Muchas de las críticas de la época que recibió la edificación del Palacio se centraron en la precipitada ejecución de la misma y el empleo de cantidades desmesuradas de obreros con poca preparación. En la construcción de las fachadas, en lugar de materiales duraderos como sillería o granito, se empleó ladrillo de San Isidro, conocido por su baja calidad. Las remodelaciones constantes no dieron al Palacio la homogeneidad requerida.
Felipe IV dio al nuevo palacio el nombre de «Real Sitio del Buen Retiro» mediante una pragmática de 1 de diciembre de 1633. Por esa fecha se había acabado el cuerpo principal del edificio. El Conde-Duque, al recibir el cargo de alcaide de los Reales Sitios, ofreció durante el mes de diciembre de este año diversos banquetes conmemorativos. La nueva construcción no fue bien acogida por los madrileños de la época, y la popularidad del Conde-Duque fue decayendo a causa de ello. El Real Sitio ocupaba en esta época una superficie aproximada de ciento diez hectáreas. La entrada se encontraba al final de una cuesta denominada Prado Alto o Cuesta de los Caballeros y podía accederse a él por cada una de las seis puertas de las Casas de Oficios. En algunos de los amplios patios interiores se celebraban corridas de toros. Dentro del volumen exterior del Palacio, destaca el llamado Casón, adornado con jardines de parterres de flores. Este edificio fue proyectado y construido por Alonso Carbonell en 1637 para dedicarlo a salón de baile de la Corte. Algunas de las dependencias del Palacio se convirtieron en teatro. Se sabe de la distribución de su interior por la cartografía de Teixeira y por los apuntes del diario de Robert Bargrave. El entorno poco a poco se empezó a llenar de vergeles y recintos de esparcimiento, como la llamada Casa de Fieras, el Juego de la Pelota, la Casa de Burlas, la de Atarazanas, el denominado "Gallinero", etc. En 1599 se construye la vieja Puerta de Alcalá con motivo de la llegada de Margarita de Austria desde Valencia.

### El entorno de los Reales Parques

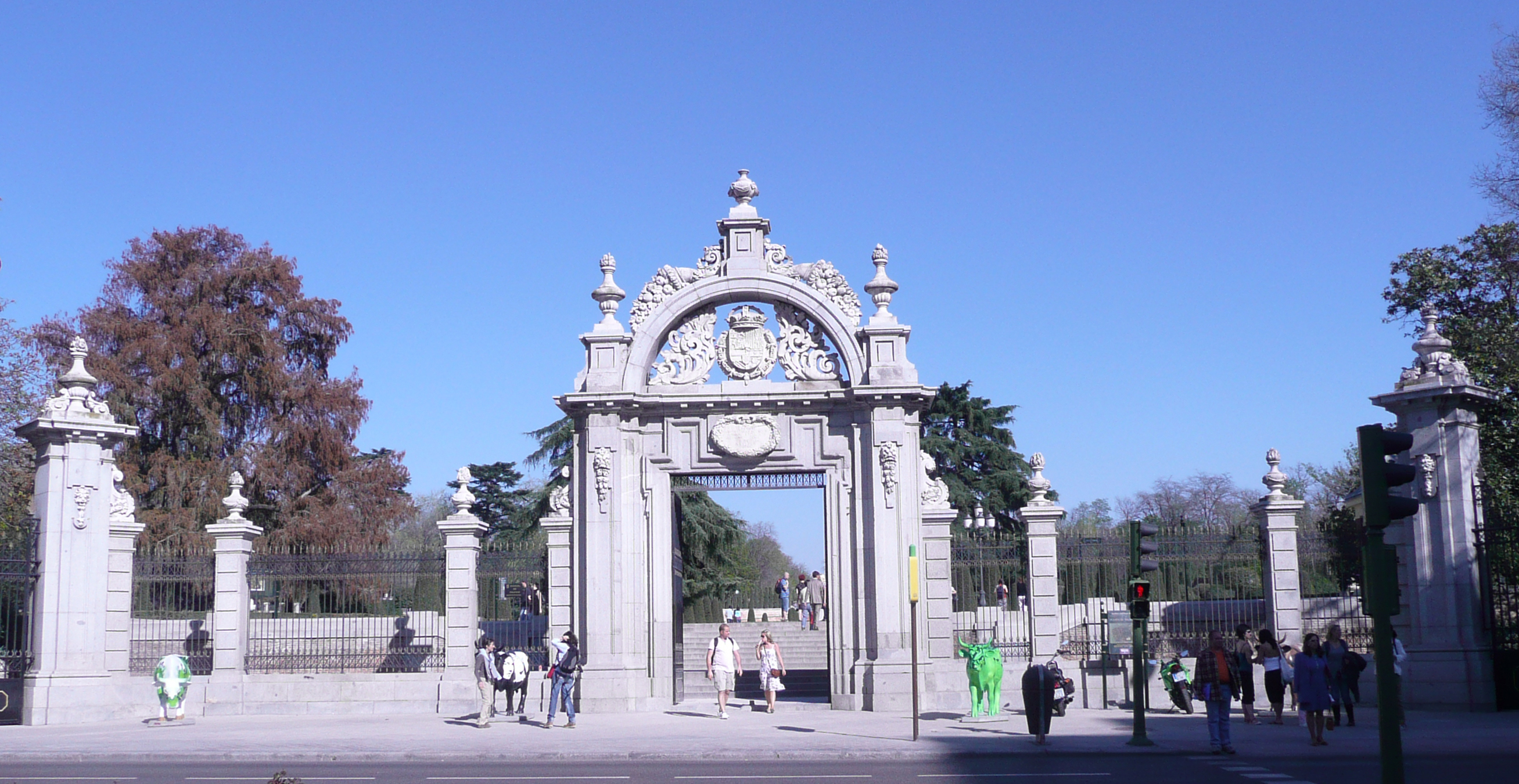
La Puerta de Felipe IV es una de las más antiguas del Retiro (1690), aunque su situación actual no es la originaria.

Los alrededores del Palacio, en forma de parques, ocupaban una extensión tres veces superior al edificio y en ella se distinguían diversas zonas. La primera se encontraba al norte, en la que se localizaba un estanque lobulado (denominado de las Campanillas). Al sur del Palacio se encontraban los olivares y huertas del santuario de Atocha, con una pequeña elevación en la que se encontraba la ermita de San Blas. Al este se encontraba la zona del Estanque Grande, el Campo Grande y el Cazadero de liebres.
El Estanque Grande existía ya desde época de Felipe II. Esta zona se encontraba atravesada por el Río Grande construido en 1638 que consistía en una vía acuática capaz de ser navegada por barcas de recreo procedentes del Estanque Grande. Era frecuente representar naumaquias o simulacros de batallas marítimas en dicho estanque. La ubicación del Estanque ha sido disputada; algunos de los historiadores sostienen que el emplazamiento se encontraba en el llamado Prado Alto. Otros mencionan que fue el mismo estanque que Felipe IV restauró con la intención de realizar una representación teatral. Distribuidos por el parque se encontraban estanques de menor tamaño, algunos de ellos con fuentes de mármol, estatuas y surtidores. Asimismo existían diversas ermitas dispersas por el parque; algunas de ellas eran la de San Pablo, San Antonio de los Portugueses (construida por Lucas Rodríguez), Santa María Magdalena, San Juan, San Isidro, San Bruno y San Blas coronando el cerro del mismo nombre.
Como las superficies ajardinadas de los Reales Sitios necesitaban cada vez más cuidados, el Duque de Pastrana contrata a los mejores jardineros y fontaneros de Italia. Con este motivo en 1626 se incorporan Cosme Lotti y su ayudante Pietro Gandolfi como encargados de los jardines, hasta que en 1643 muere el primero y le sustituye Baccio del Bianco. Durante esta época vinieron otros jardineros de los jardines de Aranjuez y Sevilla. 
Las obras de mejora que se realizaron a comienzos del siglo XVII incluyeron la llegada de nuevas especies vegetales de diferentes jardines de España e Italia. Esta renovación hizo que aumentara la densidad vegetal en los jardines, existiendo árboles frutales, pequeños bosques, etc. Los juegos acuáticos en las zonas de los jardines eran habituales y en ellos participaban numerosas góndolas y falúas. El año 1639 un ciclón destrozó algunas de las instalaciones. El 23 de enero de 1643 el Conde-Duque recibe la orden tajante por parte de Felipe IV de retirarse a Loeches. El Conde-Duque no era popular entre los súbditos, y el invento del Retiro no lo era tampoco. Las fiestas celebradas en sus recintos eran ajenas al pueblo, y en algunas ocasiones fueron objeto de escarnio público en los denominados mentideros. La afición por el teatro de Felipe IV hizo que se instalase un teatro, en el que se estrenaron muchas obras de los mejores dramaturgos españoles del Siglo de Oro. Actuó allí también María Calderón, llamada La Calderona, célebre actriz con la que el Rey tuvo un hijo bastardo, Juan José de Austria. La llegada de Carlos II trajo pocos cambios al Retiro; en el recibimiento a su segunda esposa (Mariana de Neoburgo), se mandó construir al arquitecto Melchor de Bueras una puerta monumental, (la denominada Puerta de Felipe IV), que se alzó cerca del Palacio, sustituyendo la antigua Puerta de los Caballeros. Esta puerta se conserva en la actualidad, bien que en un emplazamiento distinto del original.

## Inicio del periodo borbónico

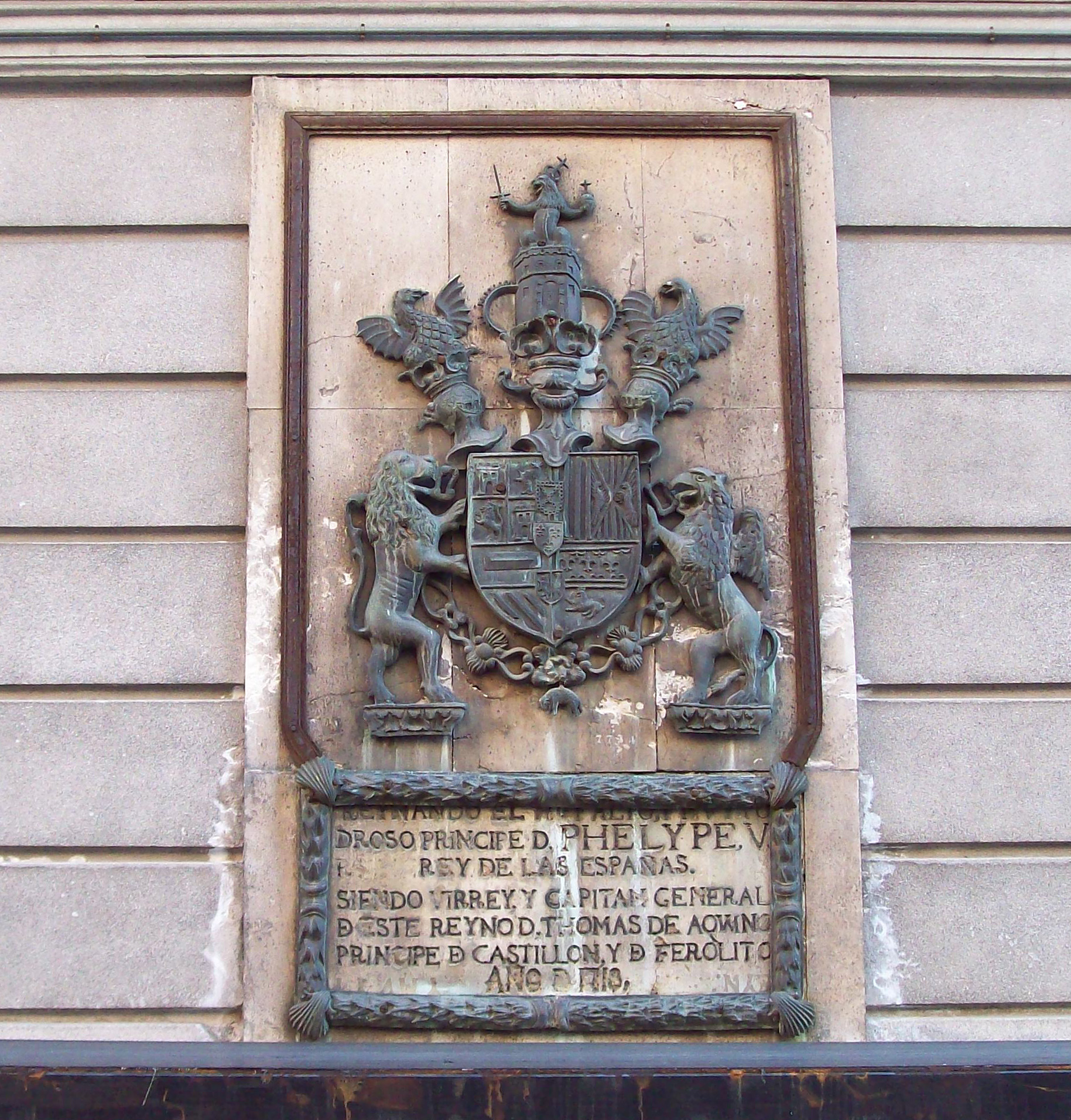
Escudo de Felipe V en la fachada del Salón de Reinos del Retiro.

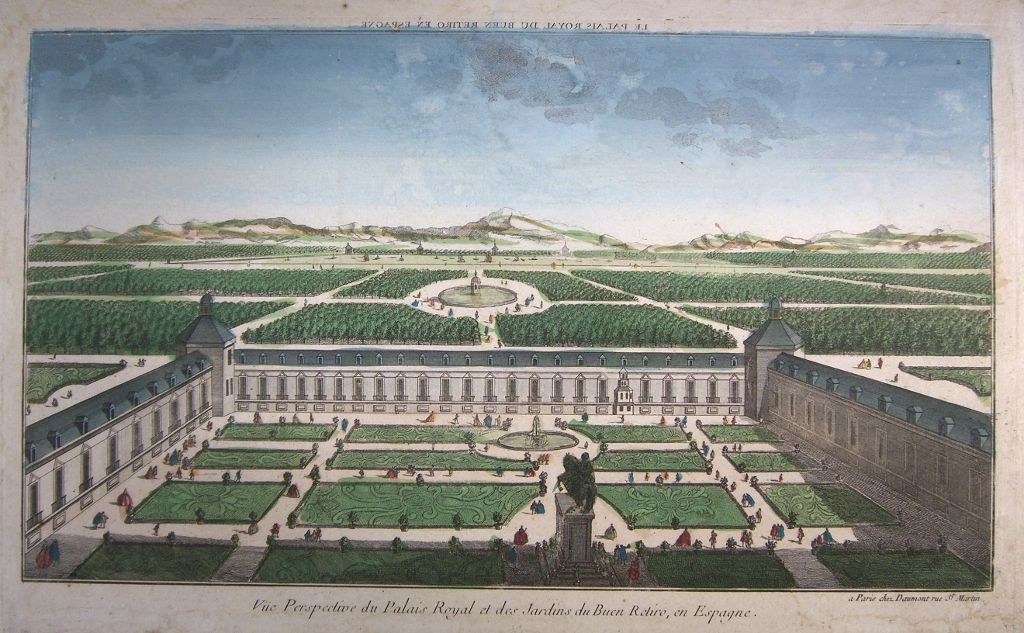
Perspectiva del Retiro y del Palacio desde el Jardín de la Reina (la estatua ecuestre es la de Felipe IV).

Cuando Felipe de Anjou fue proclamado rey de España, bajo el nombre Felipe V, entra en Madrid el 18 de febrero de 1701 y visita el Buen Retiro recibiendo las llaves de manos del su alcaide, Diego Mexía Felípez de Guzmán, marqués de Leganés. Los jardines estaban deteriorados y descuidados. Sin embargo, tal estado no evitó que se realizaran las celebraciones de su coronación el 8 de marzo en Los Jerónimos. Los planes de mejora tuvieron que posponerse durante aproximadamente tres lustros, al comenzar la Guerra de Sucesión Española. Al retomar el reinado, Felipe V pidió un informe a Juan de Morales, aparejador de las obras reales del Buen Retiro y alarife de la Villa. Tras ello se encargaron las obras de restauración a Teodoro de Ardemans. Se repararon entonces los jardines, en los que se abrieron espacios para el juego del mallo (al que era aficionado Felipe V), se cerraron tapias, se reparó el adoquinado la Plaza Grande. Las dependencias del Palacio se encomendaron al arquitecto francés René Carlier, cuyas mejoras no se pudieron realizar de forma completa por lo costoso de las propuestas. De estas reformas cabe destacar el desmantelamiento del Jardín Ochavado por otro de influencia francesa al estilo de Versalles, que se denominó el Parterre. Se comenzaron en 1713 las operaciones de desmonte y nivelación de los jardines hasta que en 1715 se finalizaron. En 1714 fallece la reina María Luisa de Saboya en el Palacio, lo que provoca una grave crisis de melancolía a Felipe V. El rey, aconsejado por diversos allegados de la Corte, decide casarse de nuevo, siendo Isabel de Farnesio la elegida. Esta nueva reina sentía un manifiesto desagrado por el Buen Retiro y ejerció su influencia para detener las obras de restauración y desviar los esfuerzos hacia La Granja de San Ildefonso. Durante este periodo la ermita de San Antonio de los Portugueses quedó destruida en un incendio, y se restauró posteriormente. 
Un incendio en el Real Alcázar de Madrid la noche de Navidad de 1734 hizo que la familia real se instalase en Palacio del Retiro. Este incidente hizo que se volviese a retomar la idea de renovar los jardines y el Palacio. Las renovaciones estuvieron a cargo del arquitecto Santiago Bonavía, y durante su ejecución se remodelaron completamente diversas estancias. De entonces databa la meridiana solar, trazada por Juan Wendlingen, desaparecida posteriormente.
Durante las obras de remodelación del Palacio aconteció la inesperada muerte de Felipe V el 9 de julio de 1746. En uno de los jardines del Buen Retiro se proclamó rey a su sucesor, Fernando VI. El nuevo rey apoyó en principio las reformas de Santiago Bonavia, pero en el mes de noviembre de ese año el arquitecto tiene que retirarse debido a acusaciones de malversación de fondos. No obstante, los trabajos siguieron adelante; se reformó el Real Coliseo, que llegaría a dirigir Farinelli; también se restauraron los jardines, y en el Gran Estanque volvieron a circular barcas y en las noches de verano se ejecutaban serenatas. Pocos años después moría la reina Bárbara de Braganza y el rey, que se había retirado a Villaviciosa de Odón, fallece el 10 de agosto de 1759.

### Carlos III
Como Fernando VI no dejó descendencia, la sucesión del trono recayó en su hermanastro Carlos, que vivía en Nápoles. La llegada del Rey a Madrid fue apoteósica y se celebraron de numerosos actos festivos en diversas partes de la ciudad. La mentalidad ilustrada de Carlos III hizo que en algunos jardines se cultivaran, y otras partes de los mismos fueron abiertas al ganado. 

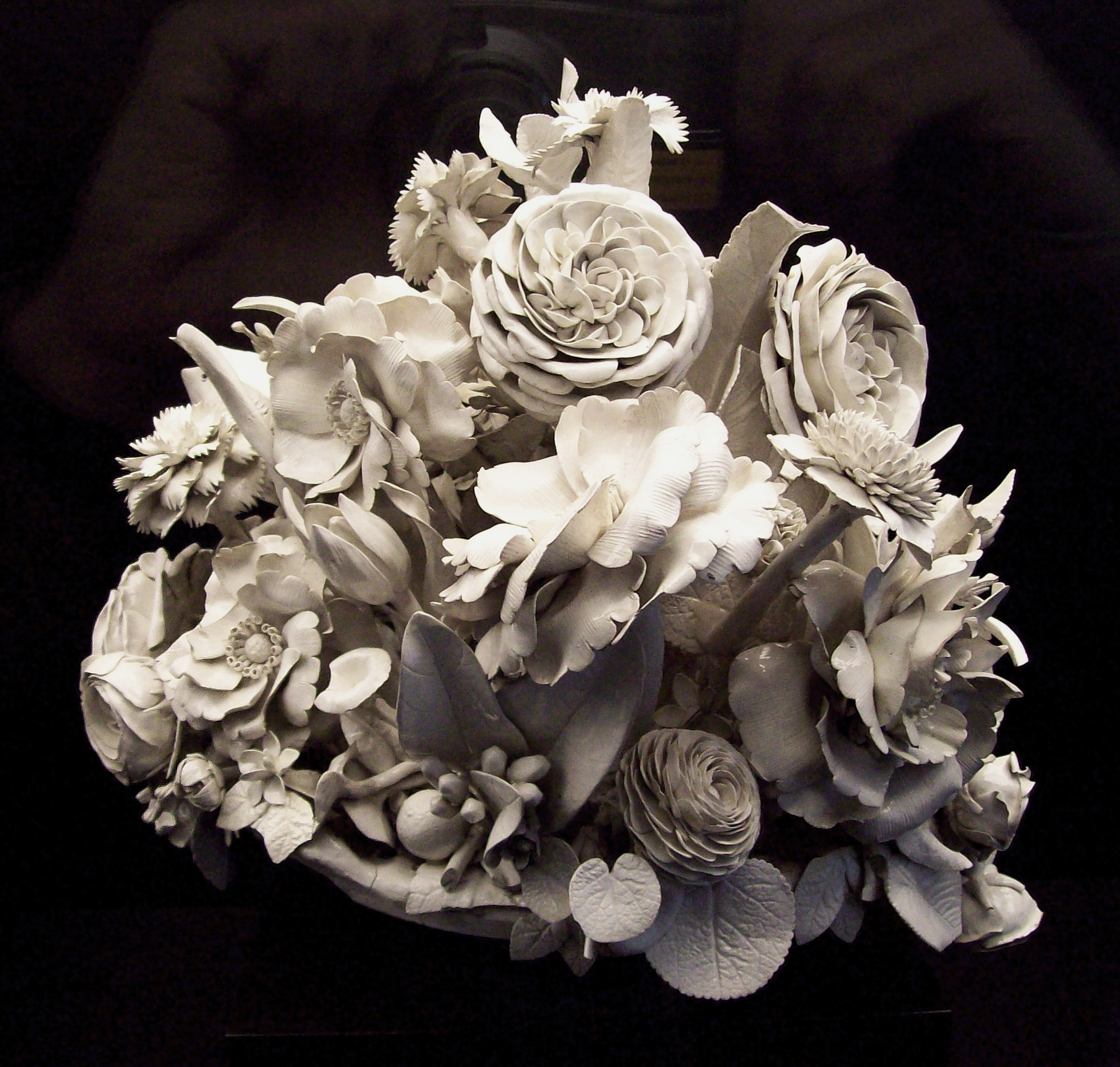
Centro floral de porcelana elaborado en la Real Fábrica de Porcelanas del Retiro.

Al poco de comenzar su reinado decidió crear una fábrica de porcelanas en el Retiro. Encargó a su hombre de confianza, el Marqués de Esquilache, la llegada de Italia de expertos acompañados de sus familias e instrumental. El 13 de noviembre de 1759 llega la comitiva de más de doscientos expertos a Madrid, bocetos, maquinaria, etc. A cargo de ellos se encontraba Juan Tomás Bonicelli. Se elige como emplazamiento de la fábrica el lugar donde se encuentra la ermita de San Antonio de los Portugueses. Se desecaron algunos de los estanques y se construyó el edificio fabril. Pronto se encendieron los hornos y comenzó la producción. Las primeras porcelanas se denominaron «porcelanas fritas» y poco a poco fueron perfeccionando su calidad. Era conocida por los madrileños como La China. La fábrica no fue concebida desde su inicio como una actividad lucrativa, sino como proveedora de la Real Casa. 
En 1767 se abren los jardines al público, aunque con ciertas restricciones. Por orden del Rey, se restaura la ermita de San Juan para dar acomodo a la guardia Suiza y española. Carlos III habitó durante cuatro años de su reinado el Palacio del Retiro; durante ese tiempo restauró y mantuvo los desperfectos, pero no realizó ampliación alguna en los edificios. El día 1 de diciembre de 1764 se trasladó al nuevo Palacio Real de Madrid, abandonando como residencia definitivamente el Buen Retiro. El 19 de abril de 1766 decide que algunas partes del Palacio den acomodo a los regimientos de infantería y caballería. En 1767, aconsejado por su ministro, el Conde de Aranda, se inicia la reforma del Paseo del Prado tarea que se encomienda a diversos arquitectos: Ventura Rodríguez, Sabatini, Juan de Villanueva, José de Hermosilla y otros. Esta reforma fue uno de los hitos más importantes en el urbanismo de la capital durante el siglo XVIII.
Dentro del ambicioso plan, se renovó la antigua Puerta de Alcalá, tras las numerosas críticas de los madrileños de la época. La nueva puerta varió la ubicación de la anterior, y tuvo la intención de conmemorar la llegada de Carlos III a Madrid. El diseño fue encargado a Francisco Sabatini que comenzó la construcción en 1768. Tras algunas interrupciones, se acabó en 1778. El ingeniero militar José de Hermosilla presentó al Rey la reforma integral del Paseo del Prado, desde Atocha a la Plaza de Cibeles. Se diseñó un triple paseo en forma circo-agonal, embellecido por zonas arboladas y fuentes con motivos mitológicos: la Fuente de la Alcachofa, la Fuente de Apolo, la Fuente de Cibeles (inaugurada en 1782, no funcionó hasta el año 1792). La Fuente de Neptuno estuvo situada en un extremo del paseo originariamente; fue trasladada después al centro de la plaza de Cánovas del Castillo en 1898 (lugar en el que se encuentra en la actualidad). 
La reforma del Paseo del Prado hizo que se pensara en emplear parte del espacio del Buen Retiro en un Jardín Botánico, finalizando su construcción en 1781. En 1875 se inicia la construcción del Gabinete de Historia Natural y Academia de Ciencias Exactas, actual Museo del Prado.

## SiglosXIXyXX

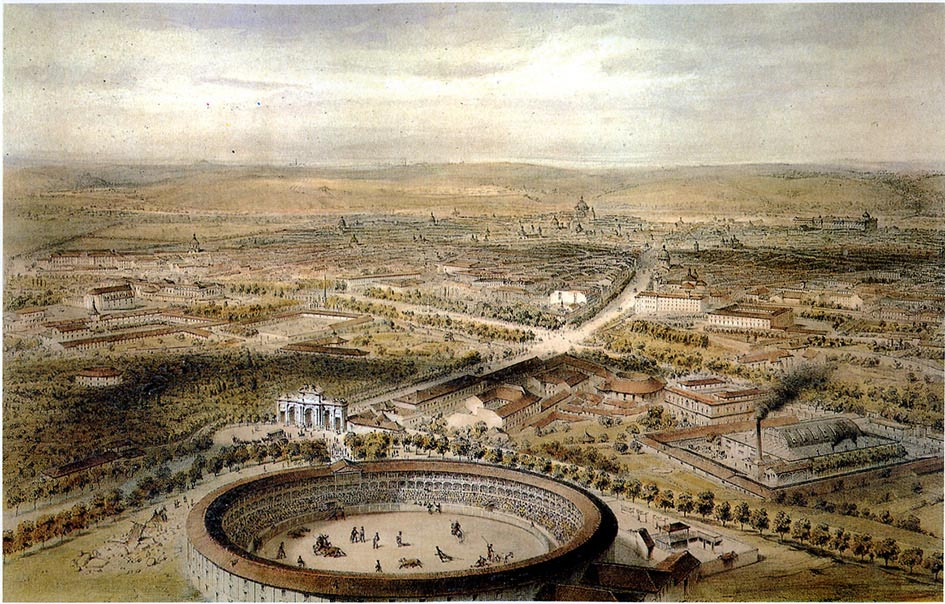
Vista aérea de Madrid mostrando el "Real Pósito de Madrid", el Palacio del Retiro y la Puerta de Alcalá en 1854, realizado por Alfred Guesdon.

El siglo XIX fue verdaderamente catastrófico para el Real Sitio. Durante la Guerra de la Independencia, las tropas francesas de Napoleón Bonaparte saquearon totalmente el monasterio de los Jerónimos, ocuparon el Palacio como cuartel y arsenal, y dejaron muy malparado el edificio del Museo del Prado. Además, en el transcurso de la guerra, quedó totalmente destruida la Real Fábrica de porcelana y arrasados los jardines. Durante el reinado de Fernando VII se fueron haciendo reparaciones, pero el estado general del Palacio Real era tan lamentable que se optó por derribarlo, salvando solamente el llamado Casón, antiguo salón de bailes y fiestas, con un magnífico techo pintado por Luca Giordano, y el ala norte de la construcción principal, el llamado Salón de Reinos.
El monasterio de los Jerónimos, por su parte, quedó muy arruinado, sufriendo un golpe definitivo con la Desamortización de Mendizábal de 1836. Desaparecieron casi todas las dependencias conventuales, restando, aunque maltrechos, la iglesia y el claustro barroco, obra de Fray Lorenzo de San Nicolás. El templo se convirtió posteriormente en parroquia, y tuvo que ser casi enteramente reconstruido bajo Isabel II, tomando en ello especial interés el rey consorte Francisco, siendo los arquitectos encargados de ello Narciso Pascual y Colomer y Enrique María Repullés.
El 12 de mayo de 1886, un ciclón se abatió sobre Madrid, cargado de fuerte viento, granizo y truenos. Los daños se concentraron en los jardines y el Casón del Buen Retiro, que quedaron destrozados y hubieron de ser restaurados en profundidad cuando apenas se habían recuperado de los desastres anteriores. 
El 14 de junio de 1924 se abrió al público la estación de Retiro del Metro de Madrid, al ponerse en servicio el primer tramo de la línea 2. 
Desde el año 1969 en el Paseo de coches del Retiro se celebra a comienzos del mes de junio la Feria del Libro de Madrid.